# Миронюк, Надежда Николаевна
Надежда Николаевна Миронюк (укр. Надія Миколаївна Миронюк; род. 25 марта 1984, Должица, Волынская область) — украинская тяжелоатлетка, многократная чемпионка Украины, трёхкратный призёр чемпионатов Европы (2006, 2013, 2014), участница Олимпийских игр (2008). Заслуженный мастер спорта Украины (2014).

## Биография
Надежда Миронюк родилась 25 марта 1984 года в селе Должица Маневичского района Волынской области. Начала заниматься тяжёлой атлетикой в возрасте 5 лет под руководством отца Николая Миронюка. В дальнейшем стала тренироваться у Николая Авраменко.
В 2006 году дебютировала в составе национальной сборной Украины на чемпионате Европы во Владыславово. На этих соревнованиях она показала 4 результат, а после того как россиянка Валентина Попова не прошла допинг-контроль и была дисквалифицирована, получила бронзовую награду. В 2008 году участвовала в Олимпийских играх в Пекине, где в сумме двоеборья подняла 237 кг и заняла 9 место. В 2011 году, выступая на Универсиаде в Шэньчжэне, получила тяжёлую травму, из-за которой была вынуждена пропустить Олимпийские игры в Лондоне (2012).
После полного восстановления перешла в более лёгкую весовую категорию (до 69 кг). В 2013 и 2014 годах выигрывала бронзовые медали чемпионатов Европы.

## Образование
В 2006 году окончила факультет физического воспитания Волынского государственного университета имени Леси Украинки. После этого поступила в Луцкий институт развития человека университета «Украина».